# Chiesa di Sant'Isaia
La chiesa di Sant'Isaia è un luogo di culto cattolico di Bologna che sorge all'incrocio tra la via omonima e via De' Marchi.

## Storia e descrizione
Secondo la leggenda una chiesa fu eretta in quel luogo già nel I secolo d.C., ma le citazioni documentate più antiche risalgono al 1088. All'epoca si trovava fuori dalle mura della città.
Essa divenne ben presto il centro del quartiere tanto che fino al 1223 fu il punto di ritrovo per gli uomini d'armi.
Alla fine del XIV secolo dopo la distruzione del loro convento fuori le mura ad opera dei Visconti, ospitò per qualche tempo le suore Domenicane che fondarono in seguito il vicino complesso di San Mattia.
Nel XVII secolo si decise di ristrutturare la chiesa, ormai insufficiente per le nuove esigenze del culto. L'incarico fu assegnato nel 1624 a Pietro Fiorini che provvide a costruire il portico su un lato e a dare una nuova sistemazione interna. Purtroppo non riuscì a portare a termine i lavori dato che morì nel 1629. Fu sostituito da suo figlio Sebastiano che concluse l'opera nel 1633.
Nella prima metà del XIX secolo la chiesa subì una seconda e radicale trasformazione ad opera di Luigi Marchesini (1796-1882). L'edificio preesistente a navata unica fu ampliato con la creazione di due navate laterali, una cupola e una cappella maggiore. La facciata fu ricostruita così come il portico laterale. La chiesa fu riaperta al culto il 5 luglio 1837.
Sulla cantoria in controfacciata si trova un organo a canne costruito nel 1833 da Vincenzo Mazzetti riutilizzando del materiale fonico preesistente di fattura Traeri e Gatti; è stato più volte restaurato e modificato, in particolare da Alessio Verati nel 1863 e nel 1871.
Sul campanile si trova un concerto di 4 campane  in tonalità La3 maggiore (La3-Si3-Do#4-Mi4) di cui "grossa" e "piccola" sono opera di Serafino Golfieri di Spilamberto (MO), mentre "mezzana" e "mezzanella" sono state fuse da Lucio Broili di Udine per sostituire i due bronzi originali, oggetto della requisizione del secondo conflitto mondiale.
Le campane, montate "alla bolognese" su mozzi e castello in legno, sono dotate di impianto di elettrificazione a catene per l'esecuzione dei segnali "a distesa" per l'annuncio delle funzioni religiose della parrocchia.

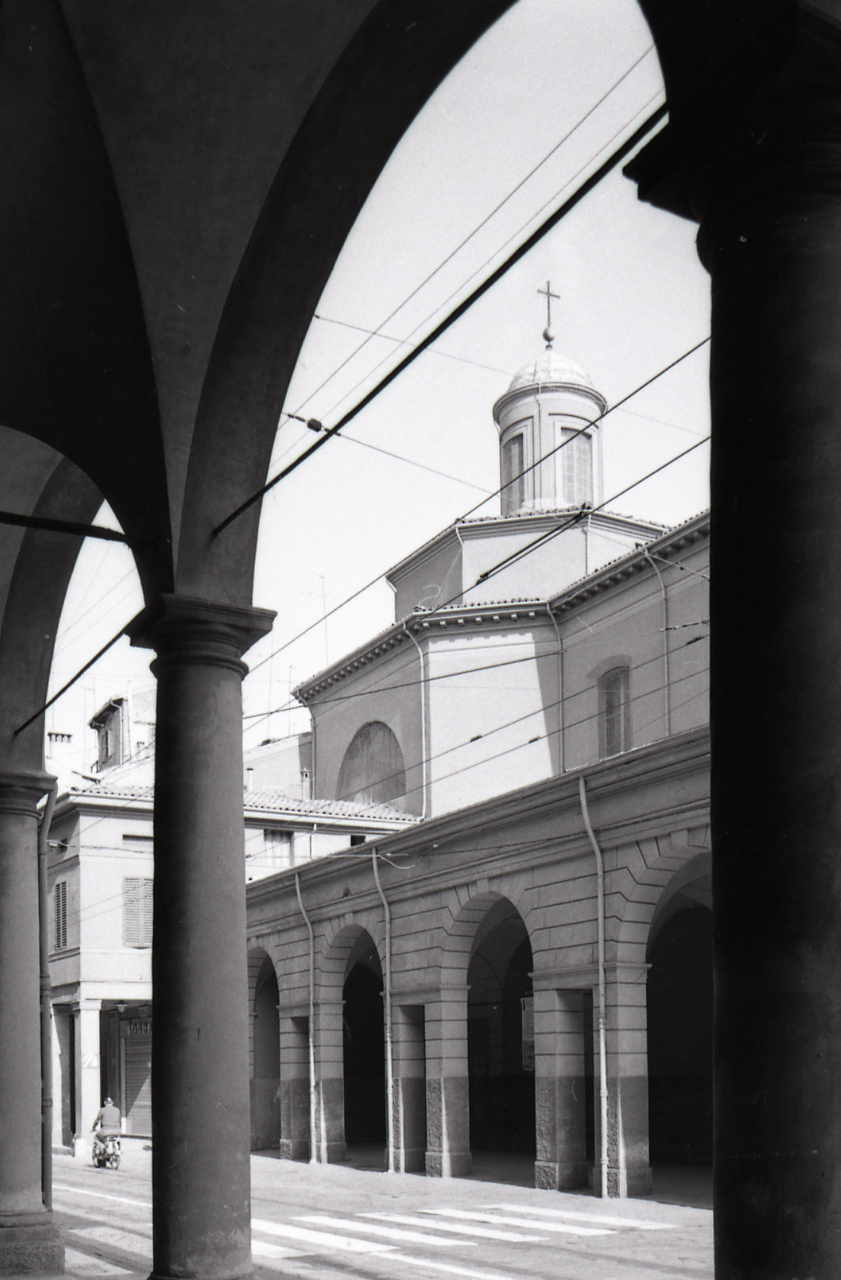
Il tamburo e la lanterna. Foto di Paolo Monti, 1970
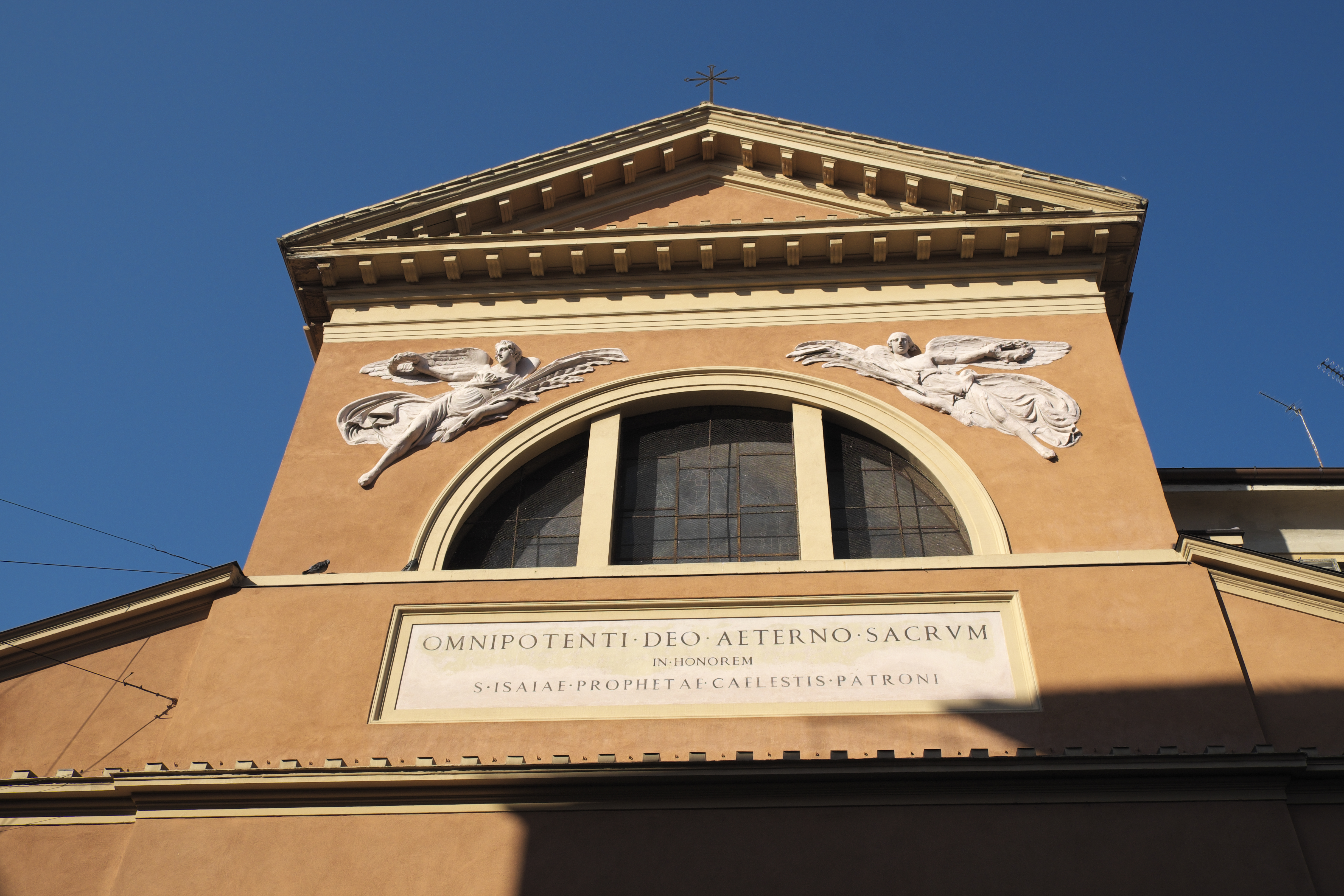
Dettaglio del timpano